# مارغريت فورستر
مارغريت فورستر (بالإنجليزية: Margaret Forster)‏ (25 مايو 1935 - 8 فبراير 2016) هي روائية إنجليزية وكاتبة سيرة وكاتبة مذكرات ومؤرخة وناقدة أدبية، عُرف اسمها وانتشر بعدما نشرت رواية لها باسم جيورجي جيرل عام 1965 والتي تم تحويلها إلي فيلم ناجح بنفس الاسم والذي قد حقق إيرادات وصلت إلي 7,330,000$ في أمريكا وأكثر من 6 ملايين دولار في البلدان الأخرى، كما ألهمت أحد الفرق الغنائية آنذاك لتأليف أفضل أغانيهم، وأيضًا تشتهر برواية أخرى هي دياري اوف اد اورديناري ومان (Diary of an Ordinary Woman) وبعضًا من السيرة الذاتية للأشخاص التي كتبتها بنفسها مثل سيرة دافني دومورييه وإليزابيث باريت براونينغ ومذكراتها هيدن لايفز (Hidden Lives) وحيوات نفيسة (Precious Lives).

## حياتها المبكرة والتعليم
وُلدت مارغريت في الخامس والعشرين من شهر مايو عام 1938 في ضاحية رافيلز التابعة لمدينة كارلايل (كمبريا) في إنجلترا لعائلة من الطبقة العاملة، كان آرثر فورستر والدها يعمل ميكانيكيًا لدي أحد المصانع، وأمها ليليان كانت ربة منزل وعملت ككاتبة وسكرتيرة قبل زواجها.
درست مارغريت في مدرسة المدينة في الفترة من 1949 حتي عام 1956 ودرست قواعد النحو ونالت منحة مفتوحة لدراسة التاريخ من كلية سمرفيل التابعة لجامعة أوكسفورد وتخرجت عام 1960 .
وحصلت علي أول وظيفة لها لتدريس الإنجليزية في مدرسة بارنسبيري للبنات في مدينة ايسلنجتون شمال لندن لمدة عامين (1961 حتي 1963)، وخلال تلك الفترة بدأت في الكتابة لكن رُفضت أول مسودة لرواية لها بعد تقديمها لأحد دور النشر.

## الكتابة

### الروايات
أول رواية نُشرت لمارغريت كان باسم «دامس ديلايت» مبنية علي أساس دراستها في جامعة أكسفورد، نُشرت في عام 1964 ومن ثم بدأت حياتها المهنية ككاتبة.
ثاني رواية لها هي «جيورجي جيرل» نُشرت في عام 1965 وحصلت علي الرواية الأكثر مبيعًا آنذاك، رواية جيورجي جيرل تحكي عن خيارات كثيرة أصبحت متاحة أمام فتاة من الطبقة العاملة في فترة الستنيات المتأرجحة، وتم تحويل الرواية إلي فيلم ناجح عام 1966 بنفس اسم الرواية ومثلت الممثلة الإنجليزية لين ريدجراف الفتاة جيورجي وشارك معها شارلوت رامبلينج وألان بيتس وجيمس ماسون، قامت مارغريت فورستر بالاشتراك مع بيتر نيكولاس في كتابة السيناريو، وأغنية البداية كانت لفريق ذا سيكرز التي حققت مبيعات مرتفعة لتلك الأغنية أيضًا وتم تصنيفها بعد ذلك بواسطة مجلة ورلينغ ستون من أعظم 500 أغنية من نوع أغاني البوب علي مر التاريخ، وأيضًا تم تحويل الرواية إلي مسرحية غنائية باسم جيورجي علي مسرح برودواي في عام 1970.
مارغريت بدأت تكتب بغزارة وبكثرة الستينات والسبعينيات بينما كانت تربي ثلاثة أبناء لها، وقامت لاحقًا بنقد بعض رواياتها المبكرة مثل «سكيتري»، حيث شعرت بأنها لم تجد ما تنشد حتي رواية ذا سيدكشن اوف مسس بيندلبيري (The Seduction of Mrs Pendlebury) في عام 1974، كان يغلب علي روايتها الأولية الفكاهة وروح الدعابة ومزيج من المغامرة القوية، ماعدا الاستثناء الوحيد رواية «ذا ترافيل اوف مادي تيبستاف» (The Travels of Maudie Tipstaff) عام 1967 والتي ركزت فيها علي الاختلافات بين القيم المختلفة في الأجيال في عائلة جلاسويجان.
الشكل العام للعلاقات العائلية أصبح من أخد أبرز أعمالها لاحقًا متمثلًا في روايات «كان يو هير مي» 1979 وبرايفت بيبرز 1986 حيث تناولت قصص لأمهات عازبات وبعض من الأحداث.
أما رواية «هاف ذا مين هاد اينف» 1989 شرحت فيها رعاية المسنين ومشكلة مرض الزهايمر مستوحاة من تدهور ومعاناة زوجة أبيها ووفاتها بسبب ذلك المرض.
وفي عام 1991 إشتركت هي وزوجها هانتر دايفس في إذاعة بي بي سي تو لكتابة أول حلقة من مسلسل «هوين لوف ازنت اينف» والذي يصف حياة ماريون دايفس، وأنتقدت مارغريت سياسات الحكومة في رعاية المسنين.
واعتبر الناشر كارميل كاليل أن الرواية التاريخية لايديز مايد (1990) عن الشاعرة إليزابيث باريت براونينغ والتي تحكي قصة حياتها من أعين خادمتها أن تلك الرواية هي من أعظم أعمالها، أما لرواية دياري أوف آن أورديناري ومان (2003) والتي رُويت في شكل مذكرات لامرأة خيالية وأحداث الرواية الرئيسية تحدث في القرن العشرين ويعتقد بعضًا من القراء أن المذكرات أصلية بالفعل من شدة واقعية الرواية.
ولها روايات أخرى الأخرى منها ذا ميموري بوكس (The Memory Box)(1999) ورواية إذ زير أنيسينج يو وونت؟ (Is There Anything You Want؟) (2005)، أما رواياتها الأخيرة «هاو تو ميشر أكاو» يُعتقد أنها سوف تُنشر في مارس 2016.
قامت مارغريت بنشر أكثر من 25 رواية معظم تلك الروايات يتناول طابع اجتماعي ومُناصر للمرأة، وصف كارميل كاليل مارغريت فورستر بأنها تملك رؤية واسعة وشاملة تشكلت لها نتاجًا من انتماؤها للطبقة العاملة حيث كانت معظم رواياتها عن قصص لكفاح النساء ومعاناتهن، المؤلف فاليري جروف وصف روايات مارغريت فورستر بكونها تحكي قصص حياة النساء والخدع والخيانات التي تحدث داخل الأسر.

### السير الذاتية والمذكرات والروايات الغير خيالية
كانت روايات مارغريت الغير خيالية ناجحة أيضًا حيث تضمنت 14 سيرة ذاتية وأعمال تاريخية ومذكرات، أشهر ما عُرف عنها هو السير الذاتية لكل من الكاتبة دافني دو مورييه والشاعرة إليزابيث باريت براونينغ، والسيرة الذاتية لدافني التي نُشرت عام 1993 تناولت النشاط الجنسي للمؤلفة وعلاقاتها بجيترودي لورانس، وتم تحويها إلي فيلم بواسطة إذاعة البي بي سي عام 2007.
وفي عام 1988 في روايتها عن إليزابيث باريت سردت بعضًا من خطابات إليزابيث التي تناولت حياتها كشاعرة المكتشفة مؤخراً آنذاك قبل أن تلتقي بزوجها روبرت براونينغ وأعادت كتابتها كأسطورة شاعرة صالحة تُحرس من قِبل فارس مثل والدها لتُعطي صورة مختلفة بعض الشئ عن امرأة ناشطة وصعبة المنال والتي كانت متقوقعة داخل سجنها الافتراضي.
قامت مارغريت أيضًا بكتابة سير ذاتية من وحي الخيال مثل سيرة الكاتب وليم ثاكري (1978) وسيرة الفنانة جيون جون (2006)
أما رواية ساينيفكانت سيسترز 1948 (Significant Sisters) فقد أرخت فيها بداية الحركة المناصرة للمرأة من خلال حياة ثمانية من النساء الرائدات الإنجليزيات والأمريكيات هن: كارولين إليزابيث ساره نورتون، إليزابيث بلاكويل، فلورنس نايتينجل، ساره إيميلي دافيس، جوزيفين إليزابيث بوتلر، إليزابيث كادي ستانتون، مارغريت سانغر وإيما جولدمان.
وروايتها جود وايفز (Good Wives) -2001- تناولت قصة عن امرأة تاريخية معاصرة تزوجت من رجل مشهور تضمنت حياة كل من ماري ليفنجستون وفاني ستيفنسون وجيني لي وحياة مارغريت نفسها، وكتاباتاها التاريخية تضمنت أيضًا روايتي ريتش ديسرتس (Rich Desserts) وكابتنز ثين (Captain's Thin) نُشرتا عام 1997 تناولت قصة حياة محاسب يعمل في مصنع للحلوي في مدينة كارلايل (كمبريا).
وكتبت مذكراتها مرتين مستوحاة من خلفية عائلتها هم Hidden Lives: A Family Memoir (1995) و Precious Lives (1998) وسيرة ذاتية تتناول سيرتها نفسها في بعنوان My Life in Houses (2014)، الرواية الأولي تتناول القصة علي أساس حياة جدتها والجء الثانية علي أساس حياة والدها والذي لم تكن تحبه.

## الإذاعة والصحافة وأدوارها الأخرى
كانت مارغريت عضوة في اللجنة الاستشارية في البي بي سي في برنامجها الذي يتناول التأثيرات المجتمعية علي التلفزيون (1975-1977) وعضوة أيضًا في مجلس الفنون (1978-1981)، وعملت حكمًا في مسابقة جائزة بوكر الأدبية عام 1980، وكانت التي تقيم الأعمال الأدبية الغير خيالية في جريدة ذا إيفننج ستاندرد (1977-1980) ، وساهمت مرات عدة في البرامج التي تتناول الأدب علي التلفزيون أو في الإذاعة وأيضًا في الجرائد والمجلات، وتم إجراء مقابلة معها علي الإذاعة عام 1994.

## الجوائز
تم اختيار مارغريت كعضوة في الجمعية الملكية للأدب عام 1975، وحصلت علي العديد من الجوائز لأعمالها التي تناولت سير ذاتية لبعض الكتاب مثل إليزابيث باريت براونينغ ودافني دي مورييه عام 1993، وحصلت علي جائزة فاوسيت سوسايتي للكتاب عام 1994، وحصلت بعض رواياتها علي جائزة ليكس عام 1998، وحصلت سيرتها الذاتية Precious Lives علي جائزة جي أر آكيرلي للسير الذاتية 

## حياتها الشخصية
قابلت مارغريت الصحفي والإذاعي هانتر دافيس في مدينة كارلايل (كمبريا) حيث عاش كلاهما هناك في فترة مراهقتهما وتزوجا في عام 1960 مباشرة بعدما تخرجت مارغريت من الجامعة واستمر زواجهما حتي موت مارغريت، وانتقل الزوجان إلي لندن حيث وظيفة دافيس وسكنا في شقة مستأجرة في مدينة هامبستيد، ثم إشتريا وجددا منزل فيكتوري في طريق بوسكاسيل في حديقة دارتموث شمال لندن والذي استمر منزلًا لهما، وبعد نجاح رواية جيورجي جيرل في منتصف الستينيات إشترت مارغريت منزلًا لأمها، وكان للزوجان ثلاثة من الأبناء، ولد وابنتان، ابنتهما كايتلين دافيس هي مؤلفة وصحفية، عاشت العائلة بعض الوقت في منطقة الغرب (البرتغال) قبل أن يعودا إلي لندن ولهما أكثر من منزل في أكثر من مدينة.
وكانت حياتها منعزلة تقريبًا حيث كانت ترفض المشاركة في الأحداث العامة وحفلات توقيع الكتب، ومن أصدقائها المذيع ميلفن براغ والكاتب المسرحي دينس يوتر، وعانت مارغريت من سرطان الثدي في الستينيات وقامت بعمليتين لاستئصال الثدي، وتم تشخيصها بمرض السرطان مجددًا عام 2007، وبحلول عام 2014 عانت من سرطان القولون، وتُوفيت في الثامن من فبراير عام 2016.

## أعمال مختارة
روايات
| - 1964 Dames' Delight (Jonathan Cape) - 1965 The Bogeyman (Secker & Warburg) - 1965 Georgy Girl (Secker & Warburg) - 1967 The Travels of Maudie Tipstaff (Secker & Warburg) - 1967 A Girl called Fathom (Heinemann) - 1968 The Park (Secker & Warburg) - 1969 Miss Owen-Owen is at Home (Secker & Warburg) - 1970 Fenella Phizackerley (Secker & Warburg) - 1971 Mr Bone's Retreat (Secker & Warburg) - 1974 The Seduction of Mrs Pendlebury (Secker & Warburg) - 1979 Mother Can You Hear Me? (Secker & Warburg) - 1980 The Bride of Lowther Fell: a Romance (Secker & Warburg) - 1981 Marital Rites (Secker & Warburg) - 1986 Private Papers (Chatto & Windus) | - 1989 Have the Men Had Enough? (Chatto & Windus) - 1990 Lady's Maid (Chatto & Windus) - 1991 The Battle for Christabel (Chatto & Windus) - 1994 Mother's Boys (Chatto & Windus) - 1996 Shadow Baby (Chatto & Windus) - 1999 The Memory Box (Chatto & Windus) - 2003 Diary of an Ordinary Woman 1914–1995 (Chatto & Windus) - 2005 Is There Anything You Want? (Chatto & Windus) - 2006 Keeping the World Away (Chatto & Windus) - 2007 Over (Chatto & Windus) - 2010 Isa and May (Chatto & Windus) - 2013 The Unknown Bridesmaid (Chatto & Windus) - How to Measure a Cow (Chatto & Windus; in press) |

سيرة ذاتية وتاريخ
| - 1973 The Rash Adventurer: the Rise and Fall of Charles Edward Stuart (Secker & Warburg) - 1978 Memoirs of a Victorian Gentleman: William Makepeace Thackeray (Secker & Warburg) - 1984 Significant Sisters: the Grassroots of Active Feminism 1839–1939 (Secker & Warburg) - 1988 Elizabeth Barrett Browning: A Biography (Chatto & Windus) | - 1993 Daphne du Maurier: The Secret Life of the Renowned Storyteller (Chatto & Windus) - 1997 Rich Desserts and Captain's Thin: a Family and Their Times 1831–1931 (Chatto & Windus) - 2001 Good Wives?: Mary, Fanny, Jennie & Me 1845–2001 (Chatto & Windus) - 2006 Keeping the World Away (Chatto & Windus) |

| مذكرات عائلية وسيرة ذاتية شخصية - 1995 Hidden Lives: A Family Memoir (Viking) - 1998 Precious Lives (Chatto & Windus) - 2014 My Life in Houses (Chatto & Windus) | طبعات أدبية - 1984 Drawn from Life: the Journalism of William Makepeace Thackeray (Folio Society) - 1988 Elizabeth Barrett Browning, Selected poems (Chatto & Windus) - 1991 Virginia Woolf, Flush: a biography (1933) New intro. by Margaret Forster (Hogarth Press) |

## اقرأ أيضًا
- Bordelon, David, 'Margaret Forster', in Twentieth Century Literary Biographers (Dictionary of Literary Biography, Vol.155) (Deroit: Gale, 1995), pp. 76–87
- 'Forster, Margaret', in The Oxford Companion to English Literature. 6th ed.rev.,ed. Margaret Drabble. (Oxford: Oxford University Press, 2000)
- Greenstreet, Rosanna, 'My perfect weekend: Margaret Forster', The Times, 19 December 1992 [Interview]
- 'Margaret Forster', in Contemporary Literary Criticism, Vol.149 (Detroit: Gale, 2002), pp 62–107
- 'Margaret Forster', in Contemporary British Novelists, ed. Nick Rennison (London: Routledge, 2005), pp. 72–76, ISBN 0-415-21708-3
- Moseley, Merritt, 'Margaret Forster' in British and Irish Novelists since 1960 (Dictionary of Literary Biography, Vol.271) (Deroit: Gale, 2003), pp. 139–155
- Patterson, Christina, 'A life less ordinary: Margaret Forster worries, after 30 books, that she loves writing too much', The Independent, 15 March 2003, 20–21 [Interview]
- Taylor, Annie, 'The difference a day made (14 May 1957)...Margaret Forster was on a mission', The Guardian, 6 June 1996 [Interview]
- كاثلين جونز Margaret Forster: An Introduction (Northern Lights; 2003) (ISBN 0-905404-92-0)
- Kathleen Jones, Margaret Forster: A Life in Books (The Book Mill; 2012) (ISBN 978-0-9567303-8-1)

## روابط خارجية
- مارغريت فورستر على موقع IMDb (الإنجليزية)
- مارغريت فورستر على موقع الموسوعة البريطانية (الإنجليزية)
- مارغريت فورستر على موقع قاعدة بيانات برودواي على الإنترنت (الإنجليزية)
- مارغريت فورستر على موقع قاعدة بيانات الأفلام السويدية (السويدية)
- مارغريت فورستر على موقع قاعدة بيانات الفيلم (الإنجليزية)
- Lindsay, Cora, 'Critical perspective (and biog & bibliog. on Margaret Forster)' Contemporary Writers (British Council)
- Margaret Forster at Random House (publisher's website)
- 'Biography of Margaret Forster' by Hana Sambrook & Roberta Schreyer
- Margaret Forster discusses her latest book Isa and May with The Interview Online
- Jones, Nigel, 'Loss is more: an interview with Margaret Forster', Daily Mail, 31 August 2007